# (5016) Migirenko
(5016) Migirenko es un asteroide perteneciente al cinturón de asteroides, descubierto el 2 de abril de 1976 por Nikolái Stepánovich Chernyj desde el Observatorio Astrofísico de Crimea (República de Crimea).

## Designación y nombre
Designado provisionalmente como 1976 GX3. Fue nombrado Migirenko en honor al profesor ruso-soviético Georgij Sergeeveich Migirenko que desempeñó su labor en el Departamento Siberiano de la Academia de Ciencias de Rusia en Novosibirsk, fue conocido por su trabajo en mecánica aplicada y teórica, hidrodinámica, matemáticas y construcción naval. También participó activamente en la investigación sobre la posibilidad de colisiones de asteroides contra la Tierra.

## Características orbitales
Migirenko está situado a una distancia media del Sol de 2,295 ua, pudiendo alejarse hasta 2,598 ua y acercarse hasta 1,992 ua. Su excentricidad es 0,132 y la inclinación orbital 3,645 grados. Emplea 1270 días en completar una órbita alrededor del Sol.

## Características físicas
La magnitud absoluta de Migirenko es 13,6. Tiene 5,423 km de diámetro y su albedo se estima en 0,379.